# Aldo Aureggi
Aldo Aureggi (Roma, 6 ottobre 1931 – 21 agosto 2020) è stato uno schermidore italiano, specializzato nel fioretto. Ha vinto una medaglia d'argento nella scherma ai Giochi olimpici.

## Palmarès

### Risultati élite
In carriera ha ottenuto i seguenti risultati:
Giochi olimpici
Individuale
A squadre
- Argento nel fioretto a Roma 1960

Mondiali
Individuale
A squadre
- Bronzo nel fioretto a Parigi 1957

Campionati italiani
Individuale
- Oro nel fioretto nel 1959

A squadre

### Risultati giovani
Mondiali giovani
Individuale
- Bronzo nel fioretto a Parigi 1951

A squadre